# Asterostomopora
Asterostomopora är ett släkte av svampar. Asterostomopora ingår i divisionen sporsäcksvampar och riket svampar.